# Verbeurdverklaring (Nederland)
De verbeurdverklaring, ook wel de verbeurdverklaring van bepaalde voorwerpen en vorderingen, is een vermogenssanctie die de rechter in het Nederlandse strafrecht als bijkomende straf kan opleggen. Bij verbeurdverklaring verliest de oorspronkelijk rechthebbende de eigendom van het verbeurd verklaarde voorwerp of vermogensrecht en verkrijgt de staat deze eigendom.
Tot de negentiende eeuw bestond de mogelijkheid om het gehele vermogen van een persoon verbeurd te verklaren. Deze mogelijkheid werd door de Staatsregeling 1798 en latere constituties verboden, maar maakte tijdens de Franse inlijving van Nederland in de Code pénal van 1811 haar rentree. Na de onafhankelijkheid in 1813 werd zij echter gelijk door het Gesel- en worgbesluit afgeschaft. De opvolger van de Code pénal, het Wetboek van Strafrecht van 1886, kent slechts de bijzondere verbeurdverklaring van sommige voorwerpen.
In het Wetboek van Strafrecht zijn een beperkt aantal categorieën van voorwerpen opgenomen die verbeurd kunnen worden verklaard, bijvoorbeeld voorwerpen waarmee het strafbare feit is gepleegd. Als een voorwerp niet tot zo een categorie behoort, kan het ook niet verbeurd verklaard worden. Vatbaar voor verbeurdverklaring zijn zowel voorwerpen als vermogensrechten, zoals roerende zaken, onroerende zaken en vorderingen. De rechter kan bij verbeurdverklaring bepalen dat de verdachte, of een ander persoon, een financiële tegemoetkoming of compensatie krijgt. Derden wier voorwerpen in beslag zijn genomen kunnen bovendien tegen dit beslag in beklag gaan.

## Geschiedenis
Reeds onder het oudvaderlands recht kende men in Nederland de verbeurdverklaring. Er werd wel een verschil gemaakt tussen de algemene en de bijzondere verbeurdverklaring. Bij de algemene verbeurdverklaring werden alle goederen van de veroordeelde verbeurd verklaard, terwijl de veroordeelde bij de bijzondere verbeurdverklaring slechts enkele specifiek in het vonnis genoemde voorwerpen verloor. De algemene verbeurdverklaring van goederen werd door de Staatsregeling 1798 verboden. Ook in de Staatsregeling van 1801, de Staatsregeling van 1805 en de Constitutie van het Koningrijk Holland bleef het verbod op de algemene verbeurdverklaring gehandhaafd.

### Code pénal
Met de inlijving van Nederland bij het Franse Keizerrijk verviel echter het verbod op de algemene verbeurdverklaring. In artikel 7 werd de algemene verbeurdverklaring (confiscation générale) als straf ingevoerd die, bij in de wet bepaalde gevallen, opgelegd kon worden samen met een lijfstraf. Artikel 37 van de Code pénal bepaalde dat de algemene verbeurdverklaring geschiedde door toe-eigening 'der goederen van een veroordeelde aan het domein den staat.' Na de onafhankelijkheid van Nederland en tijdens het Soeverein Vorstendom der Verenigde Nederlanden werd de algemene verbeurdverklaring weer afgeschaft. Dit gebeurde door middel het Gesel- en worgbesluit, dat bepaalde dat 'de algemene verbeurdverklaring van goederen (…) wordt geheel en al afgeschaft.' Het verbod werd ook in de Grondwet van 1814 opgenomen. Om buiten kijf te stellen dat de algemene verbeurdverklaring was afgeschaft werd bij Wet van 29 juni 1854 bepaald dat voor zoverre de algemene verbeurdverklaring nog bestaat, zij afgeschaft is. Het verbod bleef tot de grondwetswijziging van 1983 in vrijwel ongewijzigde vorm in de Grondwet staan, waarna zij werd geschrapt.
De bijzondere verbeurdverklaring werd geregeld in artikel 11 Code pénal. Daarin stond dat:
"(…) de bijzondere verbeurdverklaring, hetzij van de zaak, in of aan welke de misdaad gepleegd is (het corpus delicti), wanneer zij den veroordeelde in eigendom toebehoort, hetzij van hetgeen uit het wanbedrijf voort is gesproten, hetzij van hetgeen tot middel of werktuig gediend heeft, of bestemd was om het te plegen, zijn straffen die aan de misdaden en wanbedrijven gemeen zijn."
Alleen goederen die een speciale band met het gepleegde delict hadden kwamen dus in aanmerking voor bijzondere verbeurdverklaring. Het betrof in de eerste plaats goederen die de veroordeelde in eigendom had en in of aan welke het misdrijf was gepleegd (het corpus delicti). Daarnaast kwamen ook de goederen die uit het misdrijf zijn voortgesproten en de goederen die als middel of werktuig hebben gediend of die bestemd waren om het misdrijf te plegen (het instrumentum delicti) in aanmerking voor verbeurdverklaring. Er was destijds onzekerheid of de verbeurdverklaring  een algemene bevoegdheid was die de rechter bij elke misdaad of wanbedrijf mocht opleggen, of dat verbeurdverklaring slechts mogelijk was als een strafbepaling daar expliciet in voorzag. In de lagere rechtspraak kwam het voor dat de verbeurdverklaring werd uitgesproken zonder expliciete grondslag in een strafbepaling. De Hoge Raad overwoog in 1845 dat de verbeurdverklaring in het strafwetboek en andere wetten wel in concrete bepalingen bevolen wordt, maar dat er geen algemene regel tot verbeurdverklaring bestaat en dat de rechter die desondanks de verbeurdverklaring oplegt in strijd met het recht handelt. Dit had tot gevolg dat de verbeurdverklaring alleen kon worden opgelegd indien specifieke strafbepalingen in de Code pénal, oudere verordeningen, algemene wetten en (met ingang van de Gemeentewet in 1851) plaatselijke verordeningen hierin voorzagen. Verbeurdverklaring middels koninklijk besluit of provinciale verordening was niet mogelijk.
Als een voorwerp in beslag was genomen, maar om wat voor reden dan ook niet verbeurd kon worden verklaard, diende dit aan de veroordeelde terug te worden gegeven. Hierdoor kon het gebeuren dat, bijvoorbeeld, het verbeurd verklaren van het moordwapen of van dievengereedschap in strijd met de wet was. De rechter moest dan kiezen tussen teruggave van het voorwerp of, indien hij niet wilde dat dit voorwerp weer in handen van de veroordeelde kwam, het overtreden van de wet. Bij Wet van 29 juni 1854 werd aan dit bezwaar tegemoetgekomen, doordat zij de rechter een zelfstandige mogelijkheid gaf tot 'vernietiging of onbruikbaarmaking van werktuigen of andere voorwerpen, vervaardigd, geschikt gemaakt, of gediend hebbende tot het plegen van een misdrijf'. Het betrof een zogenoemde 'politiemaatregel' die strekte tot het onttrekken aan de handel van gevaarlijke voorwerpen. De rechter kon naar eigen goeddunken gebruik maken van deze maatregelen en kon deze bovendien opleggen bij een veroordeling, maar ook bij vrijspraak of ontslag van rechtsvervolging.

### Het herziene Wetboek van Strafrecht van 1886
In 1886 werd het nieuwe Wetboek van Strafrecht van kracht. Ook de bepaling met betrekking tot de verbeurdverklaring werd aangepast. Deze bepaling in artikel 33 luidde:
"1. Voorwerpen den veroordeelde toebehorende, door middel van misdrijf verkregen of waarmede misdrijf opzettelijk is gepleegd, kunnen worden verbeurdverklaard.
 2. Bij veroordeeling wegens misdrijf, niet opzettelijk gepleegd, of wegens overtreding, kan gelijke verbeurdverklaring worden uitgesproken in de bij wet bepaalde gevallen."
Het nieuwe wetboek brak openlijk met de oude Code pénal. Vatbaar voor verbeurdverklaring waren alleen voorwerpen die door het strafbare feit waren verkregen (producta sceleris) en voorwerpen waarmee het misdrijf opzettelijk was gepleegd (instrumenta delicti). De wetgever koos er bewust voor om de voorwerpen die het voorwerp van het delict (corpora delicti) waren uit te sluiten voor verbeurdverklaring. Immers, stelde de wetgever, dat deze voorwerpen meestal geen eigendom van de dader zijn en in de gevallen waar dit wel het geval is kan men 'bezwaarlijk de verbeurdverklaring als regel aannemen.' Als voorbeeld gaf de wetgever de verbeurdverklaring van de eigen woning als men die zelf in brand gestoken heeft. De verbeurdverklaring was in beginsel bij alle opzettelijke misdrijven mogelijk. Bij culpoze misdrijven (bijvoorbeeld dood door schuld) en overtredingen moest de wetgever wel per geval aangeven of verbeurdverklaring mogelijk was. Een facultatieve mogelijkheid om in alle gevallen de rechter de bevoegdheid tot verbeurdverklaring te geven vond de wetgever nog te ver gaan, omdat dit 'tot te grote hardheid kon leiden.'
De verbeurdverklaring werd voor het eerst gewijzigd bij Wet van 12 februari 1901, Stb. 63. Aan artikel 33 werd een derde lid toegevoegd die het mogelijk maakte om de verbeurdverklaring op te leggen aan de jeugdige verdachte die zonder 'onderscheid des oordeels' had gehandeld. In zo een geval werd de jeugdige ontslagen van alle rechtsvervolging en kon dus eigenlijk geen (bijkomende) straf worden opgelegd. Ook werd er een nieuw artikel 33bis ingevoerd. Dit artikel maakte de feitelijke verbeurdverklaring mogelijk, ook indien de verdachte niet strafbaar was, bij in- of vervoer van goederen in strijd met de rijksbelastingwetten. Aangezien geen straf vereist was gold zij als 'politiemaatregel'. De verbeurdverklaring kon ook uitgesproken worden bij jeugdige verdachten onder de tien jaar die helemaal niet strafrechtelijk aansprakelijk gesteld konden worden.
Langzaam maar zeker begonnen ook de politiemaatregel tot onbruikbaarmaking (aanvankelijk ingevoerd bij Wet van 29 juni 1854 en vervolgens in het Wetboek van Strafvordering opgenomen in artikel 219 lid 2 en later 354) en de verbeurdverklaring naar elkaar toe te groeien. De politiemaatregel strekte op basis van het algemeen belang tot vernietiging of onbruikbaarmaking van voorwerpen die 'vervaardigd, geschikt gemaakt of gediend hebbende tot het begaan van een strafbaar feit, of die het voorwerp van het begane strafbare feit uitmaken'. Onder deze maatregel konden dus zowel de instrumenta als corpora delicti in beslag genomen worden. Bovendien begon de Hoge Raad het bestandsdeel van het 'algemeen belang' steeds ruimer te interpreteren. In de Tweede Wereldoorlog kreeg de rechter vervolgens de mogelijkheid om de vernietiging te vervangen door verbeurdverklaring indien de goederen 'voor de volkshuishouding van belang waren', waardoor de verbeurdverklaring en de ruimere politiemaatregel tot onbruikbaarmaking nog meer met elkaar versmolten. Naar aanleiding van deze vergroeiing verschenen, met het oog op een mogelijk herziening van de verbeurdverklaring, twee belangrijke preadviezen onder de titel 'Behoeft de huidige regeling van de verbeurdverklaring en van de vernietiging herziening, en zo ja, naar welke beginselen?'

#### Wet op de economische delicten
Ook in veel bijzondere wetten werden aparte, ruimere, regelingen opgenomen voor verbeurdverklaring, bijvoorbeeld omdat men vond dat de regeling in het Wetboek van Strafrecht te weinig mogelijkheden bood om de onrechtmatige situatie te beëindigden. Zo overwoog de wetgever bij de invoering van de Wet op de economische delicten (WED) dat 'deze bijkomende straf […] daarbij, naast haar strafkarakter, heel sterk de strekking gekregen [heeft] om de toestand van overtreding te beëindigden en om de economisch waardevolle goederen, waaromheen zich het strafbare feit heeft afgespeeld, wederom in het normale economische verkeer te brengen. Het accent valt wellicht voornamelijk op het laatste'. Mede daarom werden de mogelijkheden tot verbeurdverklaring, ten opzichte van het commune strafrecht, sterk uitgebreid.
Met de invoering van de WED werd het voor de rechter mogelijk om de verbeurdverklaring uit te spreken over lichamelijke en onlichamelijke zaken. Vooral deze tweede categorie was een verruiming ten opzichte van het commune strafrecht. De wetgever dacht bij 'onlichamelijke zaken' voornamelijk aan banksaldi, maar ook vorderingen vielen hier onder. Deze zaken konden in verschillende situaties verbeurd worden verklaard. Allereerst als het economische delict met de zaken of met betrekking tot die zaken is begaan. Daarnaast als de zaken door middel van het economische delict zijn verkregen en tot slot als de zaken behoren tot de onderneming van de veroordeelde en soortgelijk zijn aan voorwerpen die zich daarin bevinden en voor verbeurdverklaring in aanmerking komen. Ook kon de voor die zaken in de plaats getreden tegenwaarde verbeurd worden verklaard. Nieuw was ook de mogelijkheid om zaken verbeurd te verklaren ongeacht of zij toebehoorden aan de veroordeelde. Omdat dit tot onbillijke resultaten zou kunnen leiden bepaalde de WED dat zaken die niet aan de veroordeelde toebehoorden alleen verbeurd konden worden verklaard als deze derde niet te goeder trouw was. Ook nieuw was de aan de rechter geboden mogelijkheid om te bepalen dat een deel of de gehele opbrengst van de verbeurd verklaarde voorwerpen aan de veroordeelde werd teruggegeven. Deze mogelijkheid werd ingevoerd naar aanleiding van een opmerking in het voorlopig verslag dat het soms wenselijk was dat een in beslag genomen voorwerp niet werd teruggegeven aan de veroordeelde, terwijl hij gezien de ernst van het gepleegde feit bij het gehele verlies van deze zaak onevenredig hard getroffen zou worden.

### Wijziging van 1 februari 1959
In de praktijk werd er in bijzondere wetten steeds vaker afgeweken van de algemene regels van verbeurdverklaring in het Wetboek van Strafrecht. Deze afwijkingen vielen niet altijd te rechtvaardigen door het afwijkende karakter van de bijzondere wet en maakten de gehele regeling van de verbeurdverklaring onoverzichtelijk. Bovendien vond de wetgever het onwenselijk dat in er nog steeds twee besluiten uit de bezettingstijd van toepassing waren. Om tegemoet te komen aan de behoefte van een ruimere verbeurdverklaring, besloot de wetgever om de bepalingen in het Wetboek van Strafrecht aan te passen.
Allereerst werden verbeurdverklaring en de politiemaatregel tot onbruikbaarmaking weer duidelijk van elkaar geschreven. De politiemaatregel verviel en werd vervangen door de maatregel van de onttrekking aan het verkeer. In artikel 33 Sr werd opgenomen dat de rechter de verbeurdverklaring in bepaalde gevallen ook zonder hoofdstraf op kon leggen. Bovendien kon de verbeurdverklaring nu worden opgelegd bij alle strafbare feiten, zowel opzettelijk als culpoos gepleegde misdrijven en bij overtredingen. Het in 1901 ingevoerde artikel 33bis werd vervangen door drie nieuwe artikelen: 33a, 33b en 33c. In artikel 33a werden vijf categorieën voorwerpen opgenomen die vatbaar waren voor verbeurdverklaring. Naast de producta sceleris en instrumenta sceleris konden nu ook de voorwerpen die verkregen zijn uit de baten van het delict verbeurd worden verklaard. Daarnaast werd het mogelijk om voorwerpen die gestrekt hadden tot voorbereiding van het strafbare feit, die de opsporing van een misdrijf hadden belemmerd, of die speciaal voor het begaan van het misdrijf waren vervaardigd of bestemd, verbeurd te verklaren. Ook kwam de wetgever tegemoet aan de wens van de rechtspraktijk om de corpora delicti verbeurd te verklaren. Tot slot het vereiste losgelaten dat de voorwerpen die verbeurd werden verklaard alleen maar aan de veroordeelde moesten toebehoren. Rechthebbenden van het voorwerp die hierdoor benadeeld werden kregen een bijzonder rechtsmiddel om tegen de verbeurdverklaring van hun voorwerpen op te komen. Artikel 33b bepaalde dat de verpakking waarin het verbeurd verklaarde goed zich bevindt ook voor verbeurdverklaring in aanmerking kwam. Tot slot gaf artikel 33c de rechter de mogelijkheid om bij verbeurd verklaring een geldelijke tegemoetkoming te verlenen. Door deze uitbreiding van de verbeurdverklaring werden de vele afzonderlijke regelingen in bijzondere wetten (waaronder de WED) overbodig, waardoor zij werden ingetrokken.

### Wet vermogenssancties 1983 en latere wijzigingen
De regeling van de verbeurdverklaring bleef tot 1983 grotendeels onaangepast. Middels de Wet vermogenssancties wilde de wetgever de mogelijkheden tot toepassing van vermogenssancties verruimen. De verbeurdverklaring werd slechts op enkele onderdelen aangepast: de rechter werd volledig vrijgelaten om de verbeurdverklaring in plaats van een hoofdstraf op te leggen, het draagkrachtbeginsel werd van toepassing verklaard op de verbeurdverklaring en de mogelijkheid om voorwerpen die niet aan de verdachte toebehoorden verbeurd te verklaren werden ingeperkt: voortaan was dit slechts mogelijk als die derde bekend was met het strafbare gebruik of dit had moeten vermoeden. Tot slot werd ook de compensatieregeling van artikel 33c aangepast. Zo kreeg de rechter de mogelijkheid tot het geven van restitutie in het geval de opbrengst van de voorwerpen hoger uitviel dan verwacht en moest de rechter een tegemoetkoming toekennen indien de verbeurdverklaring de verdachte onevenredig zwaar zou treffen.
Met de invoering van de ontnemingsmaatregel op 1 maart 1993 werd de mogelijkheid om voorwerpen die uit de baten van het strafbare feit zijn verkregen verbeurd te verklaren geschrapt. De strekking van deze wijziging was om overlap met de ontneming van wederrechtelijk verkregen voordeel tegen te gaan. Zij werd echter in 2011 door de Wet verruiming mogelijkheden voordeelontneming weer ongedaan gemaakt, omdat de scheiding in de praktijk als te kunstmatig werd ervaren. Daarnaast werd de mogelijkheid ingevoerd om zakelijke en persoonlijke rechten verbeurd te verklaren. Deze mogelijkheid werd ingevoerd, omdat de Hoge Raad had bepaald dat de eigendom van verbeurd verklaarde goederen niet onbelast overging op de staat en dit soms als onbillijk werd aangevoeld. Met name indien de rechthebbende dit recht op een zaak had gevestigd terwijl hij bekend was dat het voorwerp voor strafbare feiten zou worden gebruikt. Ook werd het mogelijk om voorwerpen verbeurd te verklaren, waarvan het onduidelijk is aan wie zij toebehoren.

## Aard van de sanctie
Het Wetboek van Strafrecht bepaalt in artikel 9 dat de verbeurdverklaring een bijkomende straf is. In het oorspronkelijke ontwerp van het Wetboek van Strafrecht betekende dit dat de verbeurdverklaring alleen in combinatie met een hoofdstraf (destijds de gevangenisstraf of de geldboete) kon worden opgelegd. Tegenwoordig kan, door de invoering van het vijfde lid bij artikel 9, de verbeurdverklaring ook als enige straf worden opgelegd. Verbeurdverklaring is mogelijk bij veroordeling wegens enig strafbaar feit, dus zowel voor overtreding als misdrijf. Zij kan derhalve alleen opgelegd worden bij een veroordeling, en niet bij ontslag van alle rechtsvervolging of vrijspraak.
De verbeurdverklaring wordt (net als de geldboete) gekwalificeerd als een vermogensstraf. Het doel van de verbeurdverklaring is namelijk om 'de veroordeelde te treffen in zijn vermogenspositie' in relatie met een specifiek vermogensbestanddeel, namelijk het bestanddeel dat verbeurd wordt verklaard. Aangezien alleen voorwerpen of vermogensbestanddelen verbeurd kunnen worden verklaard die in relatie met het bewezen strafbare feit staan, valt de verbeurdverklaring aan te merken als een spiegelstraf. Daarnaast wordt de verbeurdverklaring ook als een praktische straf gezien. Met name als de veroordeelde weinig vermogen bezit, biedt de verbeurdverklaring de mogelijkheid om de veroordeelde eenvoudig in zijn vermogen te raken.

## Voorwerpen die vatbaar voor verbeurdverklaring zijn
De voorwerpen die verbeurd kunnen worden verklaard staan in artikel 33a Wetboek van Strafrecht opgesomd. Het vierde lid maakt duidelijk dat onder het begrip 'voorwerp' alle zaken en vermogensrechten vallen. Naast roerende zaken en onroerende zaken kunnen bijvoorbeeld ook vorderingen en zakelijke rechten verbeurd worden verklaard. De verbeurd verklaarde voorwerpen en rechten dienen in beginsel aan de veroordeelde toe te behoren. Voorwerpen die aan een ander toebehoren kunnen, behoudens twee uitzonderingen, niet verbeurd worden verklaard. De wet maakt duidelijk dat de verbeurdverklaring van een voorwerp zich uitstrekt tot de verpakking waarin dat voorwerp zich bevindt, tenzij de rechter anders bepaalt. Dit zou bijvoorbeeld kunnen indien de waarde van de verpakking zeer groot is. Daarnaast heeft de rechter de mogelijkheid om de verbeurd verklaarde goederen in zijn vonnis op waarde te schatten en te bepalen dat het bedrag dat daarboven uitgaat wordt vergoed aan de veroordeelde. Indien de verbeurd verklaarde voorwerpen niet in beslag zijn genomen bij de veroordeelde moet de rechter de voorwerpen op waarde schatten. De veroordeelde heeft dan de mogelijkheid om de goederen uit te leveren of hij kan het geldbedrag betalen. Tot slot dient de rechter bij het opleggen van de verbeurdverklaring rekening te houden met de draagkracht van de veroordeelde. Het karakter van de verbeurdverklaring als vermogensstraf komt hier duidelijk naar voren, doordat de verdachte niet onevenredig hard (in relatie tot de ernst van het strafbare feit) getroffen dient te worden in zijn vermogenspositie. Verbeurdverklaring is alleen mogelijk als het voorwerp behoort tot een in de wet genoemde categorie vatbaar is voor verbeurdverklaring, het gaat om:
1. voorwerpen die aan de veroordeelde toebehoren of die hij geheel of ten dele ten eigen bate kan aanwenden en die geheel of grotendeels door middel van of uit de baten van het strafbare feit zijn verkregen (producta sceleris);
2. voorwerpen met betrekking tot welke het feit is begaan (corpus delicti);
3. voorwerpen met behulp van welke het feit is begaan of voorbereid (instrumentum delicti);
4. voorwerpen met behulp van welke de opsporing van het misdrijf is belemmerd;
5. voorwerpen die tot het begaan van het misdrijf zijn vervaardigd of bestemd;
6. zakelijke rechten op of persoonlijke rechten ten aanzien van de onder a tot en met e bedoelde voorwerpen.

### Toebehoren en aanwenden
Centraal bij de verbeurdverklaring staat de vraag of het voorwerp aan de veroordeelde, of een derde die te kwader trouw is, toebehoort. De toebehorenseis is geen eigendomseis. In de regel zal een voorwerp iemand toebehoren als hij de eigendom daarvan bezit, maar toebehoren omvat ook meer dan alleen de eigendom. Volgens de Memorie van Toelichting bij de Wet vermogenssancties wordt met «toebehoren aan» bedoeld dat een voorwerp tot het vermogen van iemand behoort. Dit zal meestal de rechthebbende zijn die 'als zodanig een recht op het voorwerp [kan] doen gelden.' Volgens de Hoge Raad valt onder toebehoren ook 'gevallen waarin de veroordeelde weliswaar geen eigenaar van het voorwerp is maar feitelijk een zodanige zeggenschap heeft over en belang heeft bij het voorwerp dat zijn betrekking tot dat voorwerp in zoverre met die van een eigenaar gelijk kan worden gesteld.' Naast de toebehorenseis kent de wet ook nog de mogelijkheid om voorwerpen verbeurd te verklaren die de veroordeelde geheel of ten dele ten eigen bate kan aanwenden. Het onderdeel is in de memorie van toelichting niet nader toegelicht. Fokkens neemt aan dat het hier gaat om een met het volledig eigendom gelijk te stellen feitelijke beschikkingsbevoegdheid gaat. De aanwendingseis geldt alleen voor de eerste categorie voorwerpen, de voorwerpen die geheel of grotendeels door middel van of uit de baten van het strafbare feit zijn verkregen (producta sceleris).

#### Toebehoren aan derden en aan onbekende
Voorwerpen als bedoeld in het eerste lid onder a tot en met e die niet aan de veroordeelde toebehoren kunnen alleen verbeurd worden verklaard indien:
a. degene aan wie zij toebehoren bekend was met hun verkrijging door middel van het strafbare feit of met het gebruik of de bestemming in verband daarmede, dan wel die verkrijging, dat gebruik of die bestemming redelijkerwijs had kunnen vermoeden
b. niet is kunnen worden vastgesteld aan wie zij toebehoren

Op de stelregel dat alleen voorwerpen die de verdachte toebehoren verbeurd kunnen worden verklaard, wordt in het tweede lid van artikel 33a Wetboek van Strafrecht een uitzondering gemaakt. Voorwerpen die aan een derde (iemand die het strafbare feit niet (mede)gepleegd heeft) toebehoren kunnen alleen worden verbeurdverklaard indien 'degene aan wie die voorwerpen toebehoren bekend was met de criminele herkomst van die voorwerpen, of zulks redelijkerwijs had kunnen vermoeden.' Men spreekt in zo een geval ook wel van een 'derde te kwader trouw'. In de literatuur is de vraag opgeworpen op welk moment de derde dient te weten of vermoeden dat het voorwerp deel uitmaakte van een strafbaar feit. Op grond van de jurisprudentie is verdedigd dat het voldoende is als de derde pas tijdens de terechtzitting wetenschap krijgt van het gebruik van het voorwerp bij een strafbaar feit. Een speciaal geval dat in de literatuur veel aandacht krijgt is de verbeurdverklaring van een leaseauto waarmee forse (snelheids)overtredingen zijn begaan. In een arrest van 10 maart 1992 stelde de Hoge Raad dat de leasemaatschappij er in beginsel van uit mag gaan dat personen waarmee zij een leaseovereenkomst hebben zich aan de wet zullen houden 'en dat dit slechts anders is indien feiten of omstandigheden bekend zijn, waaruit blijkt dat ermee rekening moet worden gehouden dat zulks niet het geval is.' Dit betekent echter niet dat een leaseauto niet aan de verdachte kan toebehoren. In een recenter arrest van 17 februari 2004 overwoog de Hoge Raad dat 'het enkele bestaan van een lease-overeenkomst er niet aan in de weg behoeft te staan om aan te nemen dat de desbetreffende auto aan de verdachte toebehoort in de zin van art. 33a Sr'. Daarmee houdt de Hoge Raad de mogelijkheid open om een leaseauto verbeurd te verklaren als deze door een verdachte geleaset wordt.
Ook het niet duidelijk is aan wie het voorwerp toebehoort kan het voorwerp verbeurd worden verklaard. Hiermee heeft de wetgever willen voorkomen dat 'voorwerpen, waarvan de dader toegeeft ze door misdrijf te hebben verkregen, aan hem moeten worden teruggegeven als niet kan worden vastgesteld wie de rechthebbende is.' Als de rechthebbende zich later alsnog meldt kan deze via een beklagprocedure in het Wetboek van Strafvordering de teruggave van het verbeurdverklaarde voorwerp vorderen.

### Producten en baten (sub a)
voorwerpen […] die geheel of grotendeels door middel van of uit de baten van het strafbare feit zijn verkregen

Tot 1 juli 2011 konden alleen voorwerpen die door middel van het strafbare feit waren verkregen verbeurd worden verklaard. Met de Wet verruiming mogelijkheden voordeelontneming van 31 maart 2011 werd hier 'of uit de baten' aan de bepaling toegevoegd. Sindsdien bestaat dus enige overlap met de maatregel ontneming van wederrechtelijk verkregen voordeel, aangezien de baten van het strafbare feit ook gezien kunnen worden als het wederrechtelijk verkregen voordeel. Volgens de memorie van toelichting gaat het hier mede om 'voorwerpen die met de opbrengsten van dit strafbare feit zijn aangeschaft'. Een voorbeeld is de auto die met crimineel geld verworven is.
De categorie 'geheel of grotendeels door middel van het strafbare feit verkregen voorwerpen' levert doorgaans weinig problemen op. Geheel door het strafbare feit verkregen voorwerpen zijn bijvoorbeeld de hennepplanten bij hennepteelt, de drank verkregen uit de illegale stook of de gestolen fiets waarvan de daadwerkelijke eigenaar onvindbaar is. Grotendeels uit het strafbare feit verkregen voorwerpen zijn voorwerpen die inmiddels vermengd zijn met zaken die geen criminele herkomst hebben. Bijvoorbeeld geld dat voor een groot deel uit de drugshandel is verworven, maar deels ook een legale herkomst heeft.

### Corpus delicti(sub b)
voorwerpen met betrekking tot welke het feit is begaan

Voorwerpen met betrekking tot welke een misdrijf of overtreding is begaan zijn vatbaar voor verbeurdverklaring. Het betreft voorwerpen die als het ware het lijdend voorwerp zijn van het strafbare feit. Deze corpora delicti konden voor 1958 alleen op basis van een bijzondere wet, of op basis van een politiemaatregel, verbeurd worden verklaard. Vereist is dat er een betrekking bestaat tussen het voorwerp en het strafbare feit. De memorie van toelichting noemde als voorbeelden een vervalst document en smokkelwaar. Te denken valt ook aan het huis bij brandstichting in de eigen woning. Ook het bedrijfskapitaal dat bedoeld is voor de handel in drugs kan hieronder geschaard worden. In een zaak voor het gerechtshof 's-Gravenhage was de verdachte veroordeeld wegens het voorhanden hebben van een (aanzienlijke hoeveelheid) verdovende middelen. Bij de verdachte was ook een grote hoeveelheid zwart geld in beslag genomen (circa ƒ100.000). Het hof verklaarde de som geld verbeurd omdat 'dit geld de handel in verdovende middelen betreft'. De Hoge Raad aanvaardde het oordeel van het hof dat het strafbare feit begaan was met betrekking tot het in beslag genomen geld. Het is niet vereist dat het strafbare feit is begaan met betrekking tot het gehele voorwerp. Zo accordeerde de Hoge Raad een uitspraak van het gerechtshof 's-Gravenhage waarin het hof een gehele voorraad aan benzine (160 liter) verbeurdverklaarde, terwijl slechts het bezit van meer dan 100 liter benzine verboden was. De Hoge Raad overwoog dat onder 'voorwerpen met betrekking tot welke het feit is begaan' de gehele voorraad valt en niet slechts het gedeelte dat het maximum te boven gaat.

### Instrumentum delicti(sub c)
voorwerpen met behulp van welke het feit is begaan of voorbereid

Onder de instrumenta delicti vallen alle voorwerpen die aan de veroordeelde toebehoren en waarmee hij het misdrijf of de overtreding heeft gepleegd of voorbereid. Voorbeelden zijn het mes waarmee iemand letsel wordt toegebracht, inbrekersgereedschap waarmee een inbraak wordt gepleegd, of de auto waarmee de bankrover naar de bank rijdt. Doordat de corpora delicti uit onderdeel b zo ruim zijn geformuleerd is er geen scherpe grens tussen deze twee categorieën. Ook onder deze categorie kan het bedrijfskapitaal van een drugshandelaar vallen. In een zaak voor de Hoge Raad had het gerechtshof overwogen dat aan de verdachte van drugssmokkel toebehorend geld en edelstenen verbeurd moesten worden verklaard, omdat zij als bedrijfskapitaal hadden gefungeerd voor de handel in verdovende middelen. Het hof oordeelde dat het strafbare feit met behulp van dit kapitaal was gepleegd. De Hoge Raad zag geen reden om dit oordeel van het hof te casseren. Het is echter niet voldoende dat de verbeurd verklaarde voorwerpen geschikt zijn om het strafbare feit te plegen. Voor verbeurdverklaring op grond van deze categorie is een nauwere band tussen het strafbare feit en het voorwerp vereist; het dient ook daadwerkelijk gebruikt te zijn bij voor het delict. In een zaak voor de rechtbank 's-Hertogenbosch had deze de verdachte veroordeeld voor het overtreden van de APV, waarin het personen werd verboden om 's nachts op straat inbrekersgereedschap bij zich te hebben. De rechtbank verklaarde een aan de verdachte toebehorende scanner verbeurd, omdat hiermee het strafbare feit zou zijn begaan. In zijn uitspraak overwoog de rechtbank niet hoe de scanner gebruikt zou zijn bij het plegen van het strafbare feit. De scanner werd ook niet in de tenlastelegging of bewezenverklaring genoemd. De Hoge Raad nam een schending aan, omdat niet duidelijk was dat de scanner ter uitvoering van het strafbare feit was gebruikt.

### Voorwerpen die de opsporing belemmeren (sub d)
voorwerpen met behulp van welke de opsporing van het misdrijf is belemmerd

Voorwerpen waarmee de opsporing van een misdrijf is belemmerd kunnen ook verbeurd worden verklaard. Zij moeten wel daadwerkelijk gezorgd hebben voor een stagnatie in het opsporingsonderzoek van het misdrijf. In tegenstelling tot de voorwerpen uit onderdeel a tot en met onderdeel c kunnen voorwerpen uit deze categorie alleen verbeurd worden verklaard bij veroordeling voor een misdrijf. Er bestaat bovendien een relatie tussen de voorwerpen uit deze categorie en de strafbaarstelling uit artikel 189 Sr, die een aparte strafbaarstelling voor het belemmeren van de opsprong bevat. Indien dit misdrijf ten laste is gelegd, en bewezen wordt verklaard, kunnen de voorwerpen die de opsporing belemmerd hebben ook als instrumenta delicti worden verbeurdverklaard.

### Potentiële instrumenten (sub e)
voorwerpen die tot het begaan van het misdrijf zijn vervaardigd of bestemd

De categorie potentiële instrumenten bestaat uit voorwerpen die tot het begaan van een misdrijf zijn vervaardigd of bestemd. Ook deze categorie van voorwerpen kan alleen verbeurd verklaard worden bij een veroordeling voor misdrijf. De reikwijdte van deze categorie strekt ver. Met name omdat het onderdeel 'bestemd' ruim uitgelegd wordt in de rechtspraak. Subjectieve bestemming (dat is de intentie van de veroordeelde om het voorwerp voor misdrijf te gebruiken) is al voldoende. Indien het voorwerp daadwerkelijk bij de uitvoering van een misdrijf is gebruikt behoort zij uiteraard tot de instrumenta delicti.

### Zakelijke en persoonlijke rechten (sub f)
zakelijke rechten op of persoonlijke rechten ten aanzien van de onder a tot en met e bedoelde voorwerpen

Het vierde lid van artikel 33a Sr maakt reeds duidelijk dat onder het begrip voorwerp alle zaken en vermogensrechten vallen. Volgens de regering werd onderdeel f echter met een andere reden ingevoegd. In zijn arrest van 13 mei 1988 had de Hoge Raad immers bepaald dat 'de verbeurdverklaring van een voorwerp […] niet tot gevolg [heeft] dat tevoren op de betreffende zaak gevestigde […] zakelijke rechten vervallen'. Een eventueel op een voorwerp gevestigd zakelijk recht (zoals het recht van hypotheek) of een persoonlijk recht (bijvoorbeeld een retentierecht) vervalt dus niet door verbeurdverklaring van de hoofdzaak. Door invoeging van onderdeel f wilde de wetgever buiten kijf stellen dat ook rechten van derden, die op een verbeurd verklaard voorwerp rusten, verbeurd kunnen worden verklaard indien die derde wist of had moeten weten dat het voorwerp voor een strafbaar feit zou worden gebruikt. Het Nader Rapport geeft als voorbeeld het schip dat door de eigenaar gebruikt wordt voor drugssmokkel. Indien een derde, die van deze smokkelpraktijken op de hoogte is, een recht van hypotheek op dit schip vestigt, kan bij verbeurdverklaring van het schip ook het recht van hypotheek als een op het schip rustend zakelijk recht verbeurd worden verklaard.

## Compensatie
Artikel 33c Sr bevat een compensatieregeling. Het eerste lid geeft de rechter de mogelijkheid om te bevelen dat het verschil wordt vergoed tussen de opbrengst bij verkoop van het voorwerp en een in de uitspraak vastgesteld bedrag. Hij kan dit doen, bijvoorbeeld als onduidelijk is wat de exacte waarde van de verbeurd verklaarde goederen is en dus ook onduidelijk is in hoeverre de verdachte getroffen wordt in zijn vermogen. Als de rechter gebruik maakt van deze mogelijkheid dient hij allereerst in het vonnis een schatting op te nemen van de te verwachten opbrengst. Daarnaast moet hij bevelen dat het verschil met de opbrengst vergoed wordt. Mocht het voorwerp minder opleveren dan het vastgestelde bedrag, dan wordt uiteraard geen bedrag uitbetaald. Het gaat om een discretionaire bevoegdheid van de rechter – hij kan hiervoor kiezen maar hoeft dat niet te doen.
Het tweede lid is een uitwerking van het draagkrachtbeginsel. De rechter dient bij de verbeurdverklaring rekening te houden met de draagkracht van de verdachte, zodat deze niet onevenredig getroffen wordt in zijn inkomen en vermogen. Als verdachte (of een derde) door de verbeurdverklaring onevenredig zou worden getroffen moet de rechter een vergoeding of een geldelijke tegemoetkoming vaststellen in zijn vonnis. De rechter heeft dus twee mogelijkheden om hier gehoor aan te geven: de rechter stelt in overeenstemming met het eerste lid een bedrag vast, of de rechter bepaalt (los van eventuele opbrengsten) een vaste geldelijke tegemoetkoming die moet worden uitgekeerd. De rechter bepaalt te allen tijde in zijn vonnis aan wie de vergoeding of de tegemoetkoming wordt uitbetaald. De wet bepaalt echter dat dit 'ieders recht op dit bedrag onverlet [laat].' Dit betekent dat de rechter een bedrag aan iemand toe kan kennen indien aannemelijk is dat deze persoon de eigenaar daarvan is. Het betreft echter een weerlegbaar vermoeden: mocht deze persoon toch niet de ware eigenaar zijn, dan kan hij zich niet tegen de daadwerkelijke eigenaar verweren met een beroep op de toekenning in het vonnis.

## Inbeslagneming en uitlevering
Meestal zullen de voorwerpen die verbeurd worden verklaard tijdens het opsporingsonderzoek in beslag genomen zijn. Het Wetboek van Strafvordering biedt in artikel 94 een grondslag voor de inbeslagneming van voorwerpen die vatbaar zijn voor verbeurdverklaring. Het kan echter voorkomen dat een verbeurd verklaard voorwerp niet in beslag genomen is. In dat geval bepaalt artikel 34 Sr dat de rechter in zijn uitspraak de voorwerpen op waarde schatten. De veroordeelde heeft dan de keuze om het verbeurd verklaarde voorwerp uit te leveren of om het geldelijk bedrag te voldoen. De uitlevering geschiedt bij de griffie van de rechtbank in het arrondissement waar de strafzaak in eerste aanleg is vervolgd, tenzij het openbaar ministerie een andere plaats voor uitlevering heeft aangewezen. Betaling van de geschatte waarde van niet in beslag genomen verbeurd verklaarde voorwerpen geschiedt door storting of overschrijving daarvan op een daartoe bestemde giro- of bankrekening van het Centraal Justitieel Incassobureau. Betaalt de veroordeelde niet, of weigert hij het verbeurd verklaarde voorwerp uit te leveren, dan voorziet het tweede lid van artikel 34 Sr in de mogelijkheid tot aanmaning en verhoging van het bedrag of vervangende hechtenis. In zijn uitspraak dient de rechter wel aan te geven hoeveel dagen de vervangende hechtenis bedraagt. Als de veroordeelde weigert te betalen kan het openbaar ministerie de tenuitvoerlegging van de vervangende hechtenis vorderen of het openbaar ministerie kan het bedrag verhalen op de veroordeelde.

## Gedeeltelijke en voorwaardelijke verbeurdverklaring
De wet kent geen verbod om zaken die gesplitst kunnen worden maar gedeeltelijk verbeurd te verklaren. Vegter ziet twee redenen waarom rechters zouden kunnen overwegen om een zaak gedeeltelijk verbeurd te verklaren: enerzijds om derden aan wie het goed te goeder trouw (mede)toebehoort te ontzien, anderzijds indien er een minder sterke band is tussen het gepleegde strafbare feit en het verbeurd te verklaren goed. Toch lijkt de Hoge Raad in een oud arrest de gedeeltelijke verbeurdverklaring uitgesloten te hebben, hij overwoog daarin:
"dat dit voorschrift geen vrijheid laat voor eene verbeurdverklaring van het aandeel, dat den schuldige in een hem met anderen behoorend goed mocht toekomen, doch kennelijk alleen op het oog heeft den toestand, dat van een aantal goederen sommige aan den schuldige, de rest aan anderen dan dezen toekomen, als wanneer slechts de eerstbedoelde hoeveelheid kan worden verbeurd verklaard;"

Desalniettemin komt gedeeltelijke verbeurdverklaring in de lagere rechtspraak wel voor. Zo verklaarde Rechtbank 's-Gravenhage op 16 februari 1961 slechts een ruitensproeierinstallatie (en niet de gehele auto) verbeurd. Volgens Vegter kan ook aan de redactie van artikel 33a Sr een argument worden ontleend om de gedeeltelijke verbeurdverklaring tussen de verschillende categorieën van voorwerpen verschillend te behandelen. Onderdeel a spreekt immers van de voorwerpen die de verdachte 'geheel of grotendeels' ten eigen bate kan aanwenden of door middel van het strafbare feit heeft verkregen. Omdat de overige voorwerpcategorieën het woord 'grotendeels' niet gebruiken betoogt Vegter dat deze voorwerpen, indien mogelijk, gesplitst dienen te worden – zolang dit deel meer volledig in verband met het gepleegde strafbare feit staat. De wet kent ook nog een specifieke mogelijkheid tot splitsing van een verbeurd te verklaren voorwerp. Artikel 33b bepaalt namelijk dat de verpakking van het voorwerp bij de verbeurdverklaring is inbegrepen, tenzij de rechter anders bepaalt. De rechter kan hiervoor kiezen indien de verpakking het voorwerp in waarde overstijgt en de verbeurdverklaring hiervan onbillijk zou zijn voor de benadeelde.

### Voorwaardelijke verbeurdverklaring
Op grond van artikel 14a Sr kan de verbeurdverklaring ook voorwaardelijk opgelegd worden. De rechter bepaalt dan dat de verbeurdverklaring niet ten uitvoer wordt gelegd als de veroordeelde zich houdt aan de voorwaarden die in het vonnis zijn gesteld. Bij overtreding kan het voorwerp dan alsnog verbeurd worden verklaard. Onder de oude regeling van het Besluit inbeslaggenomen voorwerpen stuitte dit echter op enkele praktische bezwaren doordat een in beslag genomen voorwaardelijk verbeurd verklaard voorwerp niet overgedragen kon worden aan het Hoofd van Domeinen Roerende Zaken. Deze voorwerpen konden ook niet direct teruggegeven worden. Dit was door de Hoge Raad in een oud arrest bepaald. Inbeslagname na een (voorwaardelijke) veroordeling is immers niet mogelijk, waardoor teruggave het doel van de voorwaardelijke verbeurdverklaring zou voorbijstreven doordat de tenuitvoerlegging van de voorwaardelijke straf daardoor in gevaar komt. In zijn conclusie stelde de advocaat-generaal dat de voorwerpen bij een voorwaardelijke verbeurdverklaring ter griffie moesten blijven. Tegenwoordig kan Domeinen Roerende Zaken echter gelijk als bewaarder optreden. De voorwerpen zullen bij de bewaarder blijven totdat het vonnis ten uitvoer wordt gelegd (wegens overtreding van de voorwaarden), of totdat een last tot teruggave wordt gegeven (omdat de proeftijd is verstreken). Als een verbeurd verklaard voorwerp niet in beslag is genomen wordt de verplichting tot uitlevering (of betalen van een geldsom) door de voorwaardelijke veroordeling opgeschort.

## Beklag
Iedere belanghebbende, waaronder de verdachte, kan beklag indienen tegen de inbeslagneming van zijn eigendom. De regeling is opgenomen in artikel 552a Sv. Het beklag moet worden ingediend bij de griffie van het gerecht waar de zaak wordt vervolgd. Het moet zo spoedig mogelijk na de inbeslagneming worden ingediend, maar is in ieder geval niet-ontvankelijk als het drie maanden na het definitief eindigen van de zaak wordt gedaan. Als de vervolging nog niet is aangevangen geldt een termijn van twee jaren na inbeslagneming. Artikel 552a Sv staat voor zowel de verdachte als andere belanghebbenden open. Als er echter al een (definitieve) uitspraak is waarbij het voorwerp verbeurd is verklaard kan een belanghebbende (en dus niet de verdachte) beklag doen op grond van artikel 552b Sv. De wetgever heeft bewust de verdachte/veroordeelde uitgezonderd van dit artikel, omdat deze volgens hem reeds voldoende mogelijkheden heeft om met normale rechtsmiddelen tegen de verbeurdverklaring op te komen. Een eventueel onder artikel 552a Sv ingediend klaagschrift wordt in deze situatie behandeld als ware het een beklag op grond van artikel 552b Sv. Voor dit beklag geldt ook een andere termijn: drie maanden nadat de beslissing tot verbeurdverklaring uitvoerbaar is geworden. Indien de rechtbank het beklag gegrond acht zal het een last tot teruggave opleggen aan het openbaar ministerie.

## Verschil met onttrekking aan het verkeer
De onttrekking aan het verkeer en de verbeurdverklaring verschillen van elkaar door de nagestreefde doelen. De verbeurdverklaring is een bijkomende straf die de veroordeelde leed tracht toe te voegen door hem in zijn vermogen te raken, terwijl de onttrekking aan het verkeer de samenleving tracht de bescherming tegen het ongecontroleerde bezit van gevaarlijke of verboden voorwerpen. In tegenstelling tot de verbeurdverklaring kan de onttrekking aan het verkeer daarom ook uitgesproken worden bij ontslag van alle rechtsvervolging, en in uitzonderlijke gevallen kan zij ook bij een vrijspraak worden uitgesproken. Een ander verschil is dat onttrekking aan het verkeer alleen mogelijk is bij in beslag genomen voorwerpen. Daarentegen kan de verbeurdverklaring uitgesproken worden over goederen die al dan niet in beslag zijn genomen. Anders dan de verbeurdverklaring kunnen ook slechts roerende zaken onttrokken worden aan het verkeer, en dus geen zakelijke of persoonlijke rechten of onroerend goed. Tot slot is oplegging van de verbeurdverklaring voorbehouden aan de rechter. De onttrekking aan het verkeer kan daarentegen ook door het openbaar ministerie middels een strafbeschikking worden opgelegd.

## Verschil met ontnemingsmaatregel
Voor zover de verbeurdverklaring wordt uitgesproken over voorwerpen die door middel van of uit de baten van het strafbare feit zijn verkregen, overlappen de verbeurdverklaring en de ontnemingsmaatregel elkaar. Voor de invoering van de ontnemingsmaatregel werd wederrechtelijk verkregen voordeel via de verbeurdverklaring ontnomen. Met de invoering van de ontnemingsmaatregel was dit echter niet langer nodig en bij Wet van 10 december 1992, Stb. 1993, 11 schrapte de wetgever de mogelijkheid om voorwerpen die 'uit de baten van het strafbare feit' zijn verkregen verbeurd te verklaren. De bedoeling van de wetgever was 'de overlapping van het toepassingsbereik van de verbeurdverklaring en dat van de ontneming van wederrechtelijk verkregen voordeel te verengen.' Bij Wet van 31 maart 2011, Stb. 171 werd de zinsnede echter weer toegevoegd. De splitsing die de wetgever in 1992 voorstond werd in de praktijk veelal als kunstmatig ervaren. Bovendien stelde de wetgever zich op het punt dat wederrechtelijk verkregen voordeel ook op andere manieren dan via de ontnemingsmaatregel ontnomen moest kunnen worden. Het gevolg was dat de 'voorwerpen die uit de opbrengsten van een strafbaar feit voorkomen weer voor verbeurdverklaring in aanmerkingen kwamen.
Het verschil tussen de verbeurdverklaring en de ontnemingsmaatregel zit thans in de nagestreefde doelen: de verbeurdverklaring is een bijkomende straf die de veroordeelde leed tracht toe te voegen door hem in zijn vermogen te raken; de ontnemingsmaatregel tracht het voordeel dat de veroordeelde uit strafbare feiten heeft genoten aan hem te ontnemen. Dit verschil komt onder andere tot uiting doordat bij de ontnemingsmaatregel ook vermogen van de veroordeelde kan worden ontnomen waarvan voldoende aanwijzingen aanwezig zijn dat hij dit uit andere strafbare feiten heeft verkregen. Een veroordeling voor die andere strafbare feiten is dus niet noodzakelijk. Bij de verbeurdverklaring dient er altijd een link te zijn met het strafbare feit waarvoor de verdachte is veroordeeld. De ontnemingsmaatregel moet ook altijd in een afzonderlijke rechterlijke beslissing worden opgelegd. Zij kan dus niet in de hoofdzaak worden uitgesproken.